# Fiamignano
Fiamignano – miejscowość i gmina we Włoszech, w regionie Lacjum, w prowincji Rieti.
Według danych na rok 2004 gminę zamieszkiwały 1543 osoby, 15,4 os./km².

## Miasta partnerskie
- Gmina Czosnów